# 白布裤鬼
《白布裤鬼》是中国传说的妖怪故事，主要思想是赞扬人机智勇敢，宣扬不怕鬼的精神。记载于《搜神後記》卷六〈白布褲鬼〉亦题《偷食鬼》、《偷食鬼中毒》、《刘池苟家鬼》。

## 样貌特征
形体如形如人，但穿着白布裤。

## 评价
鲁迅曾说过，六朝人“以为幽明虽殊途，而人鬼乃皆实有”，“他们看鬼事和人事，是一样的，统当作事实” 。这一篇故事就是证明。篇中的白布裤鬼,就与活人中的促狭鬼差不多。

## 参看
- 中国妖怪列表